# جين شامبيون
جين شامبيون (بالفرنسية: Jeanne Champion)‏ هي رسامة وكاتِبة فرنسية، ولدت في 25 يونيو 1931 في لونس لو سونييه في فرنسا.